# George Rodney
George Brydges Rodney, 1º Barão Rodney, KB (bat. 13 de fevereiro de 1718 – 24 de maio de 1792), foi um oficial da Marinha Real, político e administrador colonial. Ele é mais conhecido por seus comandos na Guerra da Independência Americana, particularmente sua vitória sobre os franceses na Batalha de Saintes em 1782. Frequentemente afirma-se que ele foi o comandante que pioneiramente empregou a tática de romper a linha.

## Vida
Rodney veio de uma origem distinta, porém pobre, e foi para o mar aos quatorze anos. Sua primeira ação importante foi a Segunda Batalha do Cabo Finisterra em 1747. Ele conseguiu uma grande quantia de dinheiro de presas durante a década de 1740, permitindo-lhe comprar uma grande propriedade rural e um assento na Câmara dos Comuns da Grã-Bretanha. Durante a Guerra dos Sete Anos, Rodney esteve envolvido em várias operações anfíbias, como os ataques a Rochefort e Le Havre e o Cerco de Louisbourg. Ele tornou-se conhecido por seu papel na captura de Martinica em 1762. Após o Tratado de Paris, a situação financeira de Rodney estagnou. Ele gastou grandes somas de dinheiro perseguindo suas ambições políticas. Em 1774, havia acumulado grandes dívidas e foi forçado a fugir da Grã-Bretanha para evitar seus credores. Ele estava em uma prisão francesa quando a guerra foi declarada em 1778. Graças a um benfeitor francês, Rodney pôde garantir sua libertação e retornar à Grã-Bretanha, onde foi nomeado para um novo comando.
Rodney conseguiu aliviar Gibraltar durante o Grande Cerco e derrotou uma frota espanhola durante a Batalha do Cabo de São Vicente de 1780, conhecida como "Batalha do Luar" porque ocorreu à noite. Ele então foi enviado para a Estação da Jamaica, onde se envolveu na controversa captura de Santo Eustáquio em 1781. Mais tarde naquele ano, ele brevemente retornou à Inglaterra sofrendo de problemas de saúde. Durante sua ausência, os britânicos perderam a crucial Batalha de Chesapeake, levando à rendição em Yorktown.
Para alguns, Rodney era uma figura controversa, acusada de obsessão por dinheiro de presas. Isso chegou ao auge após sua tomada de Santo Eustáquio, pela qual foi fortemente criticado na Grã-Bretanha. Ordens para seu retorno haviam sido enviadas quando Rodney venceu uma vitória decisiva na Batalha de Saintes em abril de 1782, acabando com a ameaça francesa à Jamaica.
Rodney acompanhou o futuro Rei Guilherme IV em sua visita (abril de 1783) a Cuba. Lá o príncipe conferenciou com o Capitão General Luis de Unzaga para chegar aos preliminares das condições de paz que mais tarde reconheceriam o nascimento dos Estados Unidos da América. Em seu retorno à Grã-Bretanha, Rodney foi feito nobre e recebeu uma pensão anual de £2 000. Ele viveu em aposentadoria até sua morte em 1792.